# تخصيص الموارد
في مجال الاقتصاد، يشير تخصيص الموارد (بالإنجليزية: Resource allocation)‏ إلى عملية توزيع الموارد المتاحة لأغراض متنوعة. وفي سياق الاقتصاد العام، يمكن تحقيق توزيع الموارد من خلال وسائل متنوعة، مثل الأسواق أو التخطيط.
أما في إدارة المشاريع، فإن تخصيص الموارد أو إدارة الموارد يشير إلى جدولة الأنشطة وتخصيص الموارد المطلوبة لتلك الأنشطة، مع مراعاة توفر الموارد والوقت المتاح للمشروع.
لا يقتصر نموذج تخصيص الموارد فقط على توزيع الموارد بين الأنشطة المختلفة، بل يشمل أيضًا كيفية ومتى يتم استخدام الموارد لتحقيق أقصى قدر من الإنتاجية. يمكن أن تشمل الموارد: الوقت، المواد الخام، القوى العاملة، رأس المال، الأرض وموارد أخرى. وفي الكثير من الحالات، تكون بعض الموارد نادرة، لذلك يتطلب استخدام الموارد التخطيط الجيد، وهذا هو الجانب الذي يكون فيه تخصيص الموارد أمرًا هامًا.

## علم الاقتصاد
في إطار التخطيط الاستراتيجي، يُعَدّ تخصيص الموارد خطة للاستفادة من الموارد المتاحة، مثل الموارد البشرية، وذلك بشكل خاص في المدى القريب، لتحقيق الأهداف المستقبلية. إنها عملية توزيع الموارد النادرة بين المشاريع المختلفة أو وحدات الأعمال المختلفة.
هناك مجموعة من الأساليب المتاحة لحل مشكلات تخصيص الموارد. على سبيل المثال، يمكن تخصيص الموارد باستخدام الطريقة اليدوية أو الطريقة الخوارزمية. أو يمكن استخدام مزيج من الاثنين.
قد توجد آليات احتياطية، مثل تصنيف الأولويات للعناصر المستبعدة من الخطة، والتي توضح العناصر التي يجب تمويلها إذا توفرت موارد إضافية، وتصنيف الأولويات لبعض العناصر المشمولة في الخطة، والتي توضح العناصر التي يجب التنازل عنها إذا تعيّن تقليص التمويل الإجمالي.

## الخوارزميات
يمكن أن يتم تحديد تخصيص الموارد باستخدام برامج حاسوبية مطبقة على مجال معين لتوزيع الموارد تلقائيًا وبشكل ديناميكي للمتقدمين.
هذا يتكرر بشكل خاص في الأجهزة الإلكترونية المخصصة للتوجيه والاتصالات. على سبيل المثال، يمكن لمحطة الارسال والاستقبال الرئيسية في الاتصالات اللاسلكية اتخاذ قرار بتخصيص القنوات باستخدام خوارزمية مناسبة.
هناك فئة من الموارد حيث يتنافس المتقدمون للحصول على أفضل الموارد وفقًا لتوازنهم "المالي"، كما يحدث في نموذج البيع بالمزاد عبر الإنترنت.